# 星际旅行种族列表
| 星际旅行中主要的种族与势力              |
| --------------------------------------- |
| 星際聯邦 · 人类 · 瓦肯人 · 安多利人     |
| 貝塔索人 · 波利安人 · 德诺布拉人        |
| 罗慕伦人 · 克林贡人 ·巴库人 · 索利安人  |
| 葛恩人 · 佛瑞吉人 · 博格人 · 卡松人     |
| 卡达西人 · 贝久人 · 楚尔人 · 希罗吉恩人 |
| 自治同盟 · 布林人 · 新地人 · 8472种族   |

本列表罗列了星际旅行中出现过的智慧种族及其简介，按字母序排列（如下）

## 重要种族
这里主要罗列曾至少在两集电视剧或一部电影中作为主角或主题出现过的种族。
（斜体为亚种）
| 編號 | 种族         | 英文              | 种族简介 | 首次出现                     |
| 1    | 安多利人     | （Andorian）      | 有着蓝色皮肤的类人种族，星际联邦早期成员。                                                                           | 《原初系列》                 |
| 1.1  | 安娜尔人     | （Aenar）         | 安多利人的一个亚种，眼盲但有超强的心灵感应能力。                                                                     | 《进取号》                   |
| 2    | 巴库人       | （Ba'ku）         | 一个由于行星结构而长生不老的类人种族。                                                                               | 《星际迷航Ⅸ：起义》          |
| 3    | 8472种族     | （Species 8472）  | 一种生活在银河系外液体空间的进化程度极高的非类人种族。                                                               | 《星际迷航：航海家号》       |
| 4    | 贝久人       | （Bajoran）       | 生活在贝久星的一个充满宗教色彩的类人种族，其文明在五十万年前便已达到全盛。                                           | 《星际迷航：下一代》         |
| 5    | 贝塔索人     | （Betazoid）      | 一个心灵感应种族，星际联邦早期成员之一。                                                                             | 《星际迷航：下一代》         |
| 6    | 变形人       | （Changeling）    | 一个可以把自己变为任何固态或液态物体的种族。                                                                         | 《星际迷航：深空九号》注释一 |
| 7    | 博格人       | （Borg）          | 一个赛博格种族，科技极其发达，只有集体意识没有个体的思维。它不断同化了银河系中数以千计的种族，是星际联邦的最大威胁。 | 《星际迷航：下一代》         |
| 8    | 波利安人     | （Bolian）        | | 《星际迷航：下一代》         |
| 9    | 布林人       | （Breen）         | | 《星际迷航：下一代》         |
| 10   | 楚尔人       | （Trill）         | | 《星际迷航：下一代》         |
| 11   | 德诺布拉人   | （Denobulan）     | 与地球最早建交的种族之一，性情和善，有着高超的医疗科技。                                                             | 《星际迷航：下一代》         |
| 12   | 佛瑞吉人     | （Ferengi）       | 一个极端信奉拜金主义种族，在银河系中四处交易。                                                                       | 《星际迷航：下一代》         |
| 13   | 卡松人       | （Kazon）         | 一个尚武种族，科技相对落后。                                                                                         | 《星际迷航：航海家号》       |
| 14   | 克林贡人     | （Klingon）       | 一个尚武种族，是星际旅行早期中的最大反派，使用克林贡语。                                                             | 《原初系列》                 |
| 15   | 卡达西人     | （Cardassian）    | 一个狡猾的尚武种族，曾经占领贝久星。                                                                                 | 《星际迷航：下一代》         |
| 16   | 歐加尼安人   | （Organian）      | 沒有實體只以能量體出現的物種，對其他種族採取觀察、不主動往來的互動方式。                                             | 《星際迷航：原初系列》       |
| 17   | 罗慕伦人     | （Romulan）       | 瓦肯人的近亲，一度是星际联邦与克林贡人的共同敌人，后来加入星际联邦。                                                 | 《星际迷航：原初系列》       |
| 18   | Q            | （Q Continuum）   | “搞笑上帝”，有着极高的智力和上帝一样的能力，与宇宙共同诞生，居住在Q连续体中。                                        | 《星际迷航：下一代》         |
| 19   | 人类         | （Human）         | 勇敢的探索者，星际联邦的组织者，星际联邦早期成员之一。                                                               | 《星际迷航：原初系列》       |
| 20   | 人形机器人   | （Android）       | 种类各异，其中最著名的当属Data                                                                                       | 《星际迷航：原初系列》       |
| 21   | 苏利班人     | （Suliban）       | 其部分人民选择加强自身基因而参与时空冷战，在时空冷战的22世纪部分中充当了重要角色。                                   | 《星际迷航：进取号》         |
| 22   | 索利安人     | （Tholian）       | 一个生活在高温环境中的非类人种族                                                                                     | 《星际迷航：原初系列》       |
| 23   | 瓦肯人       | （Vulcan）        | 第一个与人类接触的种族，崇尚逻辑，有着很深厚的宗教信仰。                                                             | 《星际迷航：原初系列》       |
| 24   | 希罗吉恩人   | （Hirogen）       | 一个优秀的太空游猎种族。                                                                                             | 《星际迷航：航海家号》       |
| 25   | 新地人       | （Xindi）         | 在同一行星上共生的6个智慧种族的通称，曾经受误导对地球实行大规模恐怖袭击，后来加入星际联邦。                          | 《星际迷航：进取号》         |
| 25.1 | 新地人﹣类人 | (Xindi-Primate)   | | 《星际迷航：进取号》         |
| 25.2 | 新地人﹣树栖 | (Xindi-Arboreal)  | | 《星际迷航：进取号》         |
| 25.3 | 新地人﹣爬虫 | (Xindi-Reptilian) | | 《星际迷航：进取号》         |
| 25.4 | 新地人﹣昆虫 | (Xindi-Insectoid) | | 《星际迷航：进取号》         |
| 25.5 | 新地人﹣水栖 | (Xindi-Aquatic)   | | 《星际迷航：进取号》         |
| 25.6 | 新地人﹣飞禽 | (Xindi-Avian)     | | 《星际迷航：进取号》         |